# Willy Deroover
Willy Pierre Clement Deroover is een Belgisch emeritus rechter. Van 2001 tot 2005 was hij eerste voorzitter van de Raad van State.

## Biografie
Willy Deroover werd voorzitter van de Raad van State in 2000 en was eerste voorzitter van 2001 tot 2005.
Hij is Grootkruis in de Kroonorde en de Leopoldsorde.